# IPhone 16
El iPhone 16 y el iPhone 16 Plus son teléfonos inteligentes diseñados, desarrollados y comercializados por Apple Inc. Son los iPhone de la decimoctava generación, que suceden al iPhone 15 y su versión Plus. Los dispositivos se presentaron junto con los iPhone 16 Pro y su versión Pro Max, de mayor precio, en un evento especial de Apple en el Apple Park de Cupertino, California, el 9 de septiembre de 2024. Los pedidos anticipados comenzaron el 13 de septiembre de 2024.

## Antecedentes
La Directiva de equipos radioeléctricos, que exige que todos los dispositivos electrónicos de la Unión Europea utilicen carga USB-C, se convirtió en ley en 2023. Apple Inc. confirmó que cumpliría con la normativa y en septiembre de ese año reveló que el iPhone 15 tendría un puerto USB-C en lugar de un puerto Lightning. El iPhone 16 también deberá utilizar USB-C según la legislación de la UE. Además, la India aprobó una normativa similar sobre USB-C que entrará en vigor en marzo de 2025 y que también afectará al tipo de carga que se utiliza para el iPhone 16.

## Diseño

### Visualización
El iPhone 16 y el iPhone 16 Plus mantendrán sus tamaños de pantalla de 6,1 y 6,7 pulgadas, respectivamente. Además, tendrán una relación de aspecto ligeramente más alta, pasando de 16,5:9 (11:6) a 16,6:9 (83:45).

### Colores
El iPhone 16 y 16 Plus vendrán en cinco nuevos colores diferentes, entre ellos: rosa, negro, ultramar, verde azulado y blanco.
| Color | Nombre        |
| ----- | ------------- |
|       | Rosado        |
|       | Ultramar      |
|       | Blanco        |
|       | Verde azulado |
|       | Negro         |

### Hardware
El iPhone 16 estará equipado con el nuevo Chip A18, diseñado específicamente para este dispositivo. El chip está optimizado para ejecutar modelos generativos de gran tamaño y cuenta con un motor neuronal que es el doble de rápido que su predecesor. También incluirá una nueva cámara de 48 megapíxeles, que ofrece cuatro veces la resolución del iPhone 14. También cuenta con una nueva cámara ultra ancha que permitirá capturar más luz en situaciones de poca luz, así como enfoque automático. Todos los modelos de la línea iPhone 16 tienen soporte para WiFi 7.

### Inteligencia Artificial (IA)
El iPhone 16 también viene con el nuevo Apple Intelligence, una nueva línea de inteligencia artificial derivada de Siri, el asistente de inteligencia artificial de Apple. Siri ha mejorado y tiene más funciones. Su llegada a España se espera para el primer trimestre de 2025.

### Batería
El iPhone 16 en cuanto a capacidad de batería, cuenta con 3561 mAh. La versión iPhone 16 Pro tiene una capacidad de 3582 mAh en comparación con su homólogo de 15ª generación, ha aumentado un 2,5%. Asimismo, la versión Pro Max del iPhone 16 tiene una capacidad de 4685 mAh, lo que ha mejorado en un 5,7% en comparación con su categoría anterior.

### Recinto
El recinto estará compuesto en un 85% de contenido reciclado.

## Especificaciones
El iPhone 16 y 16 Plus tendrán una disposición de cámara vertical, similar al iPhone 12. Apple utilizó una disposición diagonal para el iPhone 13, iPhone 14 y iPhone 15. El iPhone 16 tendrá un precio inicial de $799 ($20,999 pesos mexicanos), mientras que el iPhone 16 Plus comenzará en $899. También tendrán soporte USB 2, con velocidades de transferencia de datos de hasta 480Mb/s.